# Careproctus polarsterni
Careproctus polarsterni és una espècie de peix pertanyent a la família dels lipàrids.

## Hàbitat
És un peix marí i batidemersal que viu entre 425 i 830 m de fondària.

## Distribució geogràfica
Es troba al mar de Ross i el nord-est del mar de Weddell.

## Observacions
És inofensiu per als humans.